# Дашков переулок
Да́шков переу́лок — небольшая улица в центре Москвы в Хамовниках между Зубовской площадью и улицей Тимура Фрунзе.

## Происхождение названия
Назван в XIX веке по фамилии домовладельца (с 1840 года) Андрея Васильевича Дашкова, отца Василия Андреевича Дашкова, основавшего Московский музей русской этнографии. В атласе Москвы А. Хотева 1852 года переулок упомянут как Дашковский.

## Описание
Дашков переулок начинается от Зубовской площади и Зубовского бульвара Садового кольца и проходит параллельно Зубовской улице до улицы Тимура Фрунзе, на которую выходит примерно напротив начала улицы Россолимо.

## Здания и сооружения
По нечётной стороне:
- № 37/1 по Зубовскому бульвару — Научно-исследовательский институт общественного здоровья и управления здравоохранением Московской медицинской академии имени Сеченова. Ранее Зубовское студенческое общежитие 1-го ММИ. Построено в 1913 г. на средства С. В. Лепёшкина, арх. Д. В. Стерлигов.  памятник архитектуры (вновь выявленный объект), в стадии присвоения статуса памятника регионального значения[1].
- № 5 — Дом, начало XIX века. Здесь в 1841—1843 гг. жил директор Румянцевского музея В. А. Дашков. С 1850 года перешёл к Н. А. Шуцкой. В 1860-х гг. дом снимал литератор и переводчик Е. Ф. Корш.  памятник архитектуры (федеральный)[2][3]

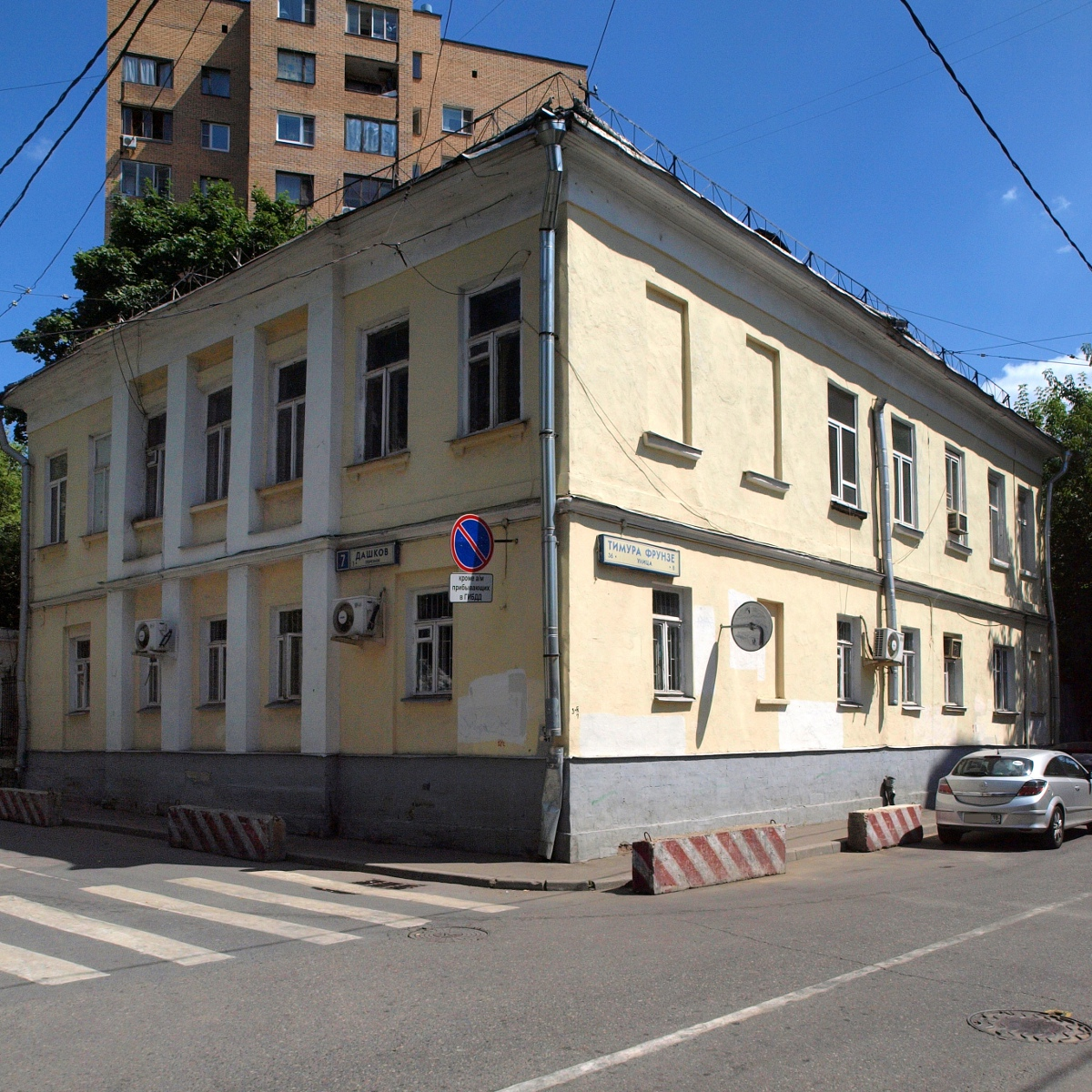
Дашков переулок, дом 7

- № 7 — Дом, начало XIX века, в котором в 1860-е гг. жил директор Румянцевского музея В. А. Дашков. В 1855 г. здесь жил художник, вице-президент Академии художеств Г. Г. Гагарин.  памятник архитектуры (региональный)[4].

В конце XVIII века оба современных владения № 5 и № 7 составляли единую усадьбу секунд-майора Степана Логинова, а в начале XIX века перешли к генералу Я. Д. Мерлину. А. В. Дашков владел обеими усадьбами с 1840 года.
По чётной стороне застройки, относящейся к переулку, нет. До 1930 года здесь располагалась церковь Знамения Пресвятой Богородицы в Зубове (построена в 1694 году), сейчас на её месте комплекс зданий телефонной станции 1930-х годов (Зубовская улица, дом 3).